# Били Браг
Стивън Уилям Браг или Били Браг (на английски: Stephen William Bragg) е английски певец и текстописец с леви възгледи. Неговата музика смесва елементи от фолк, пънк рок и протестни песни, докато текстовете му са предимно политически или романтични като тематика. Тя е центрирана силно върху включването на младите поколения в активистки каузи.
Били Браг е роден на 20 декември 1957 година в Баркинг, Обединеното Кралство, и е активен на пънк рок сцената от края на 70-те години на XX век. Творчеството му е повлияно от Фейсес, Смол Фейсес, Ролинг Стоунс, Саймън и Гарфънкъл, Боб Дилън.

## Дискография
- Life's a Riot with Spy vs Spy (1983)
- Brewing Up with Billy Bragg (1984)
- Talking with the Taxman About Poetry (1986)
- Workers Playtime (1988)
- The Internationale (1990)
- Don't Try This at Home (1991)
- William Bloke (1996)
- England, Half-English (2002) (with the Blokes)
- Mr Love & Justice (2008)
- Tooth & Nail (2013)
- Bridges Not Walls (2017)
- The Million Things That Never Happened (2021)